# Dativ
Dativ (zkratka DAT, česky též bližník, davatel, darovník nebo darník) je mluvnický pád, v češtině 3. v pořadí (ptáme se komu, čemu?). Často vyjadřuje adresáta u sloves se dvěma předměty (tj. přímým a nepřímým: dát / půjčit / poslat / říci… něco někomu). Kromě samotného hlavního pádu (dativus) existuje ještě několik druhů:
- Dativus finalis – označuje účel určitého děje
- Dativus commodi (incommodi) – vyjadřuje výhodu nebo nevýhodu něčeho pro někoho
- Dativus possessivus (posesivní dativ) – označuje vlastníka určitého objektu
- Dativus ethicus (etický dativ)
- Dativus auctoris – označuje činitele děje
- Dativus instrumenti – označuje nástroj nebo prostředek určitého děje
- Dativus modi – popisuje způsob, jakým se co stalo
- Dativus mensurae – označuje míru nebo rozdíl